# ゼロダ
ゼロダ（英語: Zerodha）はインドのフィンテック企業。

## 概要
同社は平成22年(2010年)8月15日にカマス兄弟の二チンと二キルによって始業。 社名の由来は「ゼロ」とサンスクリット語の「ロ―ダ」(Rodha)（障害や支障の意味）という言葉にあると言われる。2020年6月、自己評価額が10億ドルを超え、ユニコーン昇格を宣言。同評価は、1株あ たり700ルピーの簿価の4倍以上でのESOP買戻しに基づいていると言われる。 
現在使用客数が５０万名を達成している同社はインド全株式市場の15パーセントの取引を媒介 し、インド最大の小売証券会社として認められている。

## サービス
現在、エクイティの配達取引は無料。ただし、あらゆる規模の日中取引の場合、実行された注 文ごとに20ルピーまたは0.03パーセント（いずれか低い方）の定額料金がすべてのセグメント（つまり、インド国立証券取引所（NSE）、ムンバイ証券取引所（BSE）、マルチ商品取引所（MCX）、国立物資デリバティブ取引所 （NCDEX）、および通貨）で請求される。完全子会 社の「ゼローダ物資」(Zerodha Commodities)は、登録員の使用客の物資に関する取引を媒介し ている。 
同社は同時に「オールタナティブ特定金銭信託」の「ツル―ビーコン」(True Beacon)をも所有。技術開発商品関係会社専門の初段階ベンチャーファンドの「レインマッタ―」(Rainmatter) をも支援。他に注目すべき投資は「スモールケース」(Smallcase) (金銭技術会社）と「ERPネクスト」(ERPNext) (自由でオープンソースな企業資源計画ソフトウェア)を含む。

## 賞と表彰
- 平成26年 (2014年) と27年 (2015年)にBSE-Dun＆Bradstreet Emerging Equity Broking House賞を受賞。
- 平成28年 (2016年) Economic Times 経済新聞社のスタートアップ授賞式でBootstrap Champ賞を受賞。
- 平成30年 (2018年) にNSE Retail Broker of the Yearを受賞。
- 令和2年 (2020年) にEconomic Times 経済新聞社のスタートアップ授賞式でStartup of the Year賞を受賞。

## 非難

### 技術的な不具合と停止
ZerodhaのKiteプラットフォームは、特に市場の変動性が高く、F＆Oの有効期限が高い日での 不具合、システム停止、接続の問題など、技術的な問題について複数の報告が記録されてい。
令和2年(2020年)11月、LiveMint新聞は、トレーダーの一部が、技術的な問題のせいでKiteプ ラットフォームにサインインできないと不満を述べたと報告。